# 陈志锐
陈志锐（英語：Tan Chee Lay）是一位新加坡华人作家。

## 生平
曾在东西方求学，获得台湾师范大学国文系学士、英国莱斯特大学商业管理硕士、新加坡国立大学英国文学硕士及英国剑桥大学汉学博士。他现任南洋理工大学国立教育学院亚洲语言文化学部副主任、终身教授、博士生导师，协助主管华文、马来文及淡米尔文系。他曾担任新加坡华文教研中心副院长及院长（研究与发展）达十年，自中心创立就大力推动全国华文教师的在职培训及华语文教学研究。他也受委国家图书馆华文阅读委员会主席，教育部、社青体部、艺术理事会、华文报集团的咨询委员，以及剑桥大学、香港大学、新加坡新跃社科大学、南洋理工大学的兼任讲师。

## 荣誉
作为一名学者作家与艺术工作者，陈志锐曾发起新加坡全国学生文学奖、新加坡诗歌节，并担任东南亚文学奖、新加坡文化奖、金笔奖、新加坡年度书籍奖等评审。他曾获新加坡文学奖、金笔奖、方修文学奖、青年艺术家奖、全国杰出青年奖，陈之初美术奖等。

## 著作
撰写并主编华文创作、中英文学术论著逾20种，近年创作有《习之微刻书》（散文集，八方，2014）、《狮城地标诗学》（诗集，城市，2017）。